# Robert Browne
Robert Browne, född 1550-talet, död 1633, var en engelsk predikant som räknas som kongregationalismens fader och brukar i USA ibland kallas för Pilgrimernas fader, då passagerare på Mayflower 1620 tillhörde Brownes independentrörelse.

## Biografi
Under sin verksamhet som predikant vid Cambridges universitet, sannolikt genom inflytande från holländska anabaptister, predikade han en separatistisk, mot varje statskyrka fientlig kristen åskådning. På detta sätt hamnade han i konflikt med de högkyrkliga och även med puritanerna, för vilka tanken på separation från Engelska kyrkan låg fjärran. 
Under en vistelse 1580 i Norwich bildade han den första självständiga separatistförsamlingen i England. 1581 utvandrade hela den lilla församlingen med sin pastor till Holland, där den sedan blev utgångspunkten för independentrörelsen. Browne var aktiv separatist fram till 1585 då han återvände till Engelska kyrkan och England. Efter detta hamnade han istället i konflikt med de som fortsatte tillhöra hans tidigare separatistiska lära. 1586 fängslades han, vilket var det första av inte mindre än 32 fängelsestraff som han tjänade under sitt liv.
1591 prästvigdes han av Richard Howland, biskopen av Peterborough i kyrkoprovinsen Canterbury. Under en kort period hade han en församling i Little Casterton och senare i Thorpe Achurch i Northamptonshire mellan 1591 och 1631, där han levde nästan hela tiden fram till sin död.